# Jefferson (Texas)
Jefferson város az Amerikai Egyesült Államok Texas államában, Marion megyében, melynek megyeszékhelye. Lakosainak száma 1875 fő (2020. április 1.).

## Népesség
A település népességének változása:

| 2010 | 2 106 |
| 2020 | 1 875 |